# Lepadella riedeli
Lepadella riedeli är en hjuldjursart som beskrevs av De Ridder 1966. Lepadella riedeli ingår i släktet Lepadella och familjen Lepadellidae. Inga underarter finns listade i Catalogue of Life.